# Arrondissement Châteaudun
Châteaudun is een arrondissement van het Franse departement Eure-et-Loir in de regio Centre-Val de Loire. De onderprefectuur is Châteaudun.

## Kantons
Het arrondissement was tot 2014 samengesteld uit de volgende kantons:
- kanton Bonneval
- kanton Brou
- kanton Châteaudun
- kanton Cloyes-sur-le-Loir
- kanton Orgères-en-Beauce

Na de herindeling van de kantons bij decreet van 24 februari 2014, met uitwerking op 22 maart 2015 omvat het arrondissement de kantons :
- kanton Brou  (deel 8/24)
- kanton Châteaudun
- kanton Illiers-Combray  (deel 36/40)
- kanton Les Villages Vovéens  (deel 26/57)